# 8895 Ня
8895 Ня (8895 Nha) — астероїд головного поясу, відкритий 21 серпня 1995 року.
Тіссеранів параметр щодо Юпітера — 3,605.